# Listă de localități din raionul Glodeni
Această listă conține satele și orașele din raionul Glodeni, Republica Moldova.
| Denumire         | oraș / centru de comună / sat |
| ---------------- | ----------------------------- |
| Balatina         | centru de comună              |
| Bisericani       | sat în comuna Cuhnești        |
| Brînzeni         | sat în comuna Camenca         |
| Butești          | sat în comuna Camenca         |
| Cajba            | sat (comună)                  |
| Camenca          | centru de comună              |
| Camencuța        | sat în comuna Danu            |
| Ciuciulea        | sat (comună)                  |
| Clococenii Vechi | sat în comuna Balatina        |
| Cobani           | sat (comună)                  |
| Cot              | sat în comuna Cuhnești        |
| Cuhnești         | centru de comună              |
| Danu             | centru de comună              |
| Dușmani          | sat (comună)                  |
| Fundurii Noi     | sat (comună)                  |
| Fundurii Vechi   | sat (comună)                  |
| Glodeni          | oraș, reședință de raion      |
| Hîjdieni         | sat (comună)                  |
| Iabloana         | centru de comună              |
| Limbenii Noi     | sat (comună)                  |
| Limbenii Vechi   | sat (comună)                  |
| Lipovăț          | sat în comuna Balatina        |
| Moara Domnească  | sat în comuna Viișoara        |
| Molești          | sat în comuna Camenca         |
| Movileni         | sat în comuna Cuhnești        |
| Nicolaevca       | sat în comuna Danu            |
| Petrunea         | sat (comună)                  |
| Serghieni        | sat în comuna Cuhnești        |
| Soroca           | sat în comuna Iabloana        |
| Stîrcea          | sat în Glodeni                |
| Sturzovca        | sat (comună)                  |
| Tomeștii Noi     | sat în comuna Balatina        |
| Tomeștii Vechi   | sat în comuna Balatina        |
| Ustia            | sat (comună)                  |
| Viișoara         | centru de comună              |